# Stanislav Manolev
Stanislav Manolev (en búlgaro: Станислав Манолев, Blagoevgrad, Bulgaria, 16 de diciembre de 1985) es un ex futbolista búlgaro que jugaba como defensor.

## Clubes
| Club                                | País         | Año       |
| ----------------------------------- | ------------ | --------- |
| P. F. C. Pirin Blagoevgrad          | Bulgaria     | 2003-2004 |
| Litex Lovech                        | Bulgaria     | 2005-2009 |
| P. F. C. Pirin Blagoevgrad (cedido) | Bulgaria     | 2006      |
| PSV Eindhoven                       | Países Bajos | 2009-2014 |
| Fulham F. C. (cedido)               | Inglaterra   | 2013      |
| F. C. Kubán Krasnodar               | Rusia        | 2014      |
| F. C. Dinamo Moscú                  | Rusia        | 2014-2015 |
| F. C. Kubán Krasnodar               | Rusia        | 2015-2016 |
| P. F. C. CSKA Sofía                 | Bulgaria     | 2016-2019 |
| P. F. C. Ludogorets Razgrad         | Bulgaria     | 2019-2020 |
| F. C. Pirin Blagoevgrad             | Bulgaria     | 2020-2022 |

## Palmarés

### Títulos nacionales
| Título                   | Club                        | País         | Año  |
| ------------------------ | --------------------------- | ------------ | ---- |
| Copa de Bulgaria         | Litex Lovech                | Bulgaria     | 2008 |
| Copa de Bulgaria         | Litex Lovech                | Bulgaria     | 2009 |
| Copa de los Países Bajos | PSV Eindhoven               | Países Bajos | 2012 |
| Primera Liga de Bulgaria | P. F. C. Ludogorets Razgrad | Bulgaria     | 2019 |
| Supercopa de Bulgaria    | P. F. C. Ludogorets Razgrad | Bulgaria     | 2019 |
| Primera Liga de Bulgaria | P. F. C. Ludogorets Razgrad | Bulgaria     | 2020 |